# Ceratostylis tetrarioides
Ceratostylis tetrarioides är en orkidéart som beskrevs av Rudolf Schlechter. Ceratostylis tetrarioides ingår i släktet Ceratostylis och familjen orkidéer. Inga underarter finns listade i Catalogue of Life.